# Анг Ем
Анг Ем (1674–1731) — король Камбоджі, який правив на зламі XVII-XVIII століть.

## Життєпис
Був сином регента Анг Нона II та зятем короля Четти IV. Прийшов до влади після зречення останнього. Вже за рік Четта, невдоволений правлінням Анг Ема усунув його від влади й повернув собі престол.
1708 року за підтримки В'єтнаму Анг Ем підбурив повстання проти Томмо Рачеа II, старшого сина Четти IV. Він узяв короля в облогу в столиці. Зрештою, 1710 року той був змушений утекти до Сіаму. 1711, 1716 і 1722 року Анг Ем був змушений відбивати спроби Томмо Рачеа II повернути собі престол.
1722 року передав владу своєму сину Сатті II.